# Halammohydra schulzei
Halammohydra schulzei is een hydroïdpoliep uit de familie Halammohydridae. De poliep komt uit het geslacht Halammohydra. Halammohydra schulzei werd in 1927 voor het eerst wetenschappelijk beschreven door Remane. 